# Energija Kemerowo
Energija Kemerowo (russisch Энергия Кемерово) ist ein russischer Eishockeyklub aus Kemerowo.

## Geschichte
Der Klub wurde 1997 als HK Kemerowo gegründet und ein Jahr später in Energija Kemerowo umbenannt. Bereits zwei Jahre später, in der Saison 1999/2000 trat Energija Kemerowo erstmals in der Qualifikation um den Aufstieg in die Wysschaja Liga, die zweite russische Spielklasse, an und konnte sich gegen Motor Barnaul knapp in fünf Spielen durchsetzen, wobei sie bereits mit 1:2 in der Best-of-Five-Serie zurücklagen. In der Wysschaja Liga selbst war Kemerowo von 2000 bis 2007 durchgehend vertreten und scheiterte in seinen ersten drei Zweitligajahren jeweils erst in der Finalrunde am Aufstieg in die Superliga.
Im Sommer 2007 zog der Verein die Herrenmannschaft vom Spielbetrieb zurück, unter anderem da die Spielstätte des Vereins, der Sport- und Konzertkomplex Oktjabryski, einer Sanierung unterzogen wurde. Seither stellt der Verein ausschließlich Juniorenmannschaften.

## Bekannte Spieler
| - Konstantin Alexejew (2005–2006) - Dmitrijus Bernatavičius (2000–2006) - Konstantin Kassatkin (2002–2003) - Alexei Medwedew (2002–2003) | - Denis Mossaljow (2005–2006) - Witali Schulakow (2002–2003) - Ilja Solarjow (2004–2005) - Konstantin Tschaschtschuchin (2003–2006) |